# Lichtenweg
Lichtenweg ist ein Gemeindeteil des Marktes Isen im oberbayerischen Landkreis Erding.

## Geographie
Das Dorf liegt auf einem sanften Höhenrücken beidseits der Kreisstraße ED 10 auf mehr als 600 m ü. NHN in der Gemarkung Schnaupping.

Lichtenweg von Nordwest

## Geschichte
Lichtenweg wurde 1537 erstmals erwähnt und hatte im Jahr 1739 bereits 8 Anwesen. Es gehörte ursprünglich zur Herrschaft Burgrain des Hochstifts Freising. Durch die Säkularisation in Bayern gelangte die Herrschaft Burgrain in den Besitz Kurpfalz-Bayerns (ab 1806 Königreich Bayern). Das Dorf gehörte von 1818 bis zu deren Auflösung zur Gemeinde Schnaupping und kam am 1. April 1971 zum Markt Isen.